# Hemithyrsocera limbata
Hemithyrsocera limbata es una especie de cucaracha del género Hemithyrsocera, familia Ectobiidae.

## Distribución
Esta especie se encuentra en China.